# Саксон Граматик
Саксо́н Грама́тик (лат. Saxo Grammaticus; біля 1140 — після 1208) — данський хроніст, що у 16-томовій хроніці «Діяння данів» (лат. Gesta Danorum) виклав давні саги.
Про особу Саксона Граматика майже нічого невідомо, і всі відомості про нього поза межами його власної праці є сумнівними. У Діяннях… же сказано, що батько-дід хроніста служили у війську короля Вальдемара I, а сам хроніст перебував при дворі короля Вальдемара II. За непрямими ознаками, зокрема з вишуканої латини твору Саксона можна зробити висновок, що автор навчався за межами тогочасної Данії — імовірно в одній з романських країн (Франції, Італії).
Додаток до імені Саксон «Граматик» вперше з'явився у хроніці XIV століття, на знак визання його стилістичної майстерності.
Один з мотивів твору Саксона Граматика використав Вільям Шекспір при написанні трагедії «Гамлет».